# Obaid Al-Taweela
Obaid Al-Taweela (Dubái, Emiratos Árabes Unidos; 26 de agosto de 1976) es un exfutbolista de los Emiratos Árabes Unidos que jugaba en la posición de guardameta.

## Carrera

### Club
| Periodo   | Club                  | Apariciones | Goles |
| --------- | --------------------- | ----------- | ----- |
| 2000–2005 | Dubai CSC             | 21          | 0     |
| 2005      | FC Thun               | 0           | 0     |
| 2006–2013 | Shabab Al-Ahli Club   | 66          | 0     |
| 2013–2014 | Baniyas SC            | 4           | 0     |
| 2014–2016 | Al-Shaab CSC          | 43          | 0     |
| 2014      | → Al-Wasl FC (cedido) | 2           | 0     |

### Selección nacional
Jugó para Emiratos Árabes Unidos en tres ocasiones de 2008 a 2012 y participó en la Copa Asiática 2011.

## Logros
- UAE Pro League (1): 2008-09
- Copa Presidente de Emiratos Árabes Unidos (2): 2007-08, 2012-13
- Copa de Liga de los Emiratos Árabes Unidos (1): 2011-12
- Supercopa de los Emiratos Árabes Unidos (1): 2009-2013
- División 1 de EAU (1): 2003-04